# Yaroslav Mudry
El Yaroslav Mudry (FF 777) es una fragata de la clase Neustrashimy de la Flota del Báltico de la Armada rusa. El barco es el segundo de la clase, conocido en Rusia como Proyecto 11540 Yastreb (halcón). El barco está diseñado para buscar, detectar y rastrear submarinos enemigos, proporcionar protección antibuque y antisubmarina y apoyar las operaciones militares del Ejército ruso, asegurando el desembarco de fuerzas de asalto navales y otras tareas.
Entró en servicio en julio de 2009.